# Leucothoe minuscula
Leucothoe minuscula is een vlokreeftensoort uit de familie van de Leucothoidae. De wetenschappelijke naam van de soort is voor het eerst geldig gepubliceerd in 1938 door Schellenberg.